# Axel Philipson
Axel Jacob Philipson, född den 8 november 1892 i Askers församling, Örebro län, död den 25 januari 1987 i Örebro, var en svensk militär.
Philipson blev underlöjtnant vid Smålands artilleriregemente 1912 och löjtnant där 1915. Han var lärare vid Krigsskolan 1922–1930. Philipson befordrades till kapten 1926 (vid Göta artilleriregemente 1928) och till major 1936. Han var lärare vid Artilleriets skjutskola 1937–1942 (chef där 1940–1942). Philipson befordrades till överstelöjtnant i Artilleristabskåren 1938 och till överste 1941. Han var chef för Bodens artilleriregemente 1942–1946 och för Bergslagens artilleriregemente 1946–1952. Philipson invaldes som ledamot av Krigsvetenskapsakademien 1940. Han blev riddare av Svärdsorden 1933, kommendör av andra klassen av samma orden 1945 och kommendör av första klassen 1948.